# Étienne Balibar
Étienne Balibar (Avallon, Yonne (megye), Burgundia, 1942. április 23. –) francia marxista filozófus. Tanára, Louis Althusser halála után gyorsan a francia marxista filozófia vezető képviselőjévé vált.

## Élete és munkássága
Althusser kiemelkedő tanítványa volt az École normale supérieure-ön. Balibar részt vett Louis Althusser Karl Marx A tőke című művét elemző szemináriumán, melynek eredményeként született meg a Lire le Capital (A tőke olvasása) című könyv Althusser és tanítványai, Pierre Macherey, Jacques Rancière, Roger Establet társszerzőségével. Althusser véleménye szerint Balibar hozzájárulása volt a legjelentősebb. 1961-től tagja volt a Francia Kommunista Pártnak, ahonnan 1981-ben kizárták egy a „Le Nouvel Observateur”-ben megjelent publikációja miatt, melyben leleplezte a párton belül jelenlévő rasszizmust. Balibar jelenleg a „Université Paris-Nanterre” (az egykori Paris X) – ahol 2002-ig politikai filozófiát és etikát tanított – professzor emeritusa; a University of California (Irvine, USA) antropológia tanszékének tiszteletbeli professzora, és a Columbia Egyetem (New York) vendégprofesszora.
Balibar felesége, Françoise Balibar fizikus, lánya, Jeanne Balibar színművész.

## Művei

### Magyarul
- Marx filozófiája; ford. Mihancsik Zsófia; Typotex, Bp., 2012 (Radikális gondolkodók), 267 old. ISBN 9789632796703

### Franciául
- Lire le Capital (Louis Althusser, Pierre Macherey, Jacques Rancière, Roger Establet), Éditions François Maspero, 1965
- Cinq études du matérialisme historique, F. Maspero, 1974
- Sur la dictature du prolétariat, F. Maspero, 1976
- Spinoza et la politique, P.U.F., 1985. újabb kiadás: 2011
- Race, Nation, Classe, (Immanuel Wallersteinnel) La Découverte, 1988
- Écrits pour Althusser, La Découverte, 1991
- La Crainte des masses. Politique et philosophie avant et après Marx, Galilée, 1997
- Droit de cité. Culture et politique en démocratie, Editions de l'Aube, 1998. bővített kiadás: P.U.F, Collection Quadrige, 2002
- Sans-papiers : l’archaïsme fatal, La Découverte, 1999
- La philosophie de Marx, La Découverte, 1993
- Nous, citoyens d’Europe ? Les frontières, l’État, le peuple, La Découverte, 2001
- L'Europe, l'Amérique, la Guerre. Réflexions sur la médiation européenne, La Découverte, 2003
- Antisémitisme : l'intolérable chantage – Israël-Palestine, une affaire française ? (összegyűjtött művek), La Découverte, 2003
- Europe, Constitution, Frontière, éditions du Passant, 2005
- Très loin et tout près, Bayard Centurion, 2007
- Pensées critiques : dix itinéraires de la revue Mouvements : 1998–2008 (összegyűjtött művek), La Découverte, 2009
- Violence et civilité : Wellek Library Lectures et autres essais de philosophie politique, Éditions Galilée, 2010
- La proposition de l'égaliberté, PUF, 2010
- Citoyen Sujet et autres essais d'anthropologie philosophique, PUF, Pratiques théoriques, 2011

### Angolul
- 1970: Reading Capital (London: NLB). With Louis Althusser. Trans. Ben Brewster
- 1977: On the Dictatorship of the Proletariat (London: NLB). Trans. Grahame Lock
- 1991: Race, Nation, Class: Ambiguous Identities (London & New York: Verso). With Immanuel Wallerstein. Trans. Chris Turner
- 1994: Masses, Classes, Ideas: Studies on Politics and Philosophy Before and After Marx (New York & London: Routledge). Trans. James Swenson
- 1995: The Philosophy of Marx (London & New York: Verso). Trans. Chris Turner
- 1998: Spinoza and Politics (London & New York: Verso). Trans. Peter Snowdon
- 2002: Politics and the Other Scene (London & New York: Verso). Trans. Christine Jones, James Swenson & Chris Turner
- 2004: We, the People of Europe? Reflections on Transnational Citizenship (Princeton & Oxford: Princeton University Press). Trans. James Swenson

## Fordítás
- Ez a szócikk részben vagy egészben a Étienne Balibar című francia Wikipédia-szócikk ezen változatának fordításán alapul.  Az eredeti cikk szerkesztőit annak laptörténete sorolja fel. Ez a jelzés csupán a megfogalmazás eredetét és a szerzői jogokat jelzi, nem szolgál a cikkben szereplő információk forrásmegjelöléseként.
- Ez a szócikk részben vagy egészben a Étienne Balibar című angol Wikipédia-szócikk ezen változatának fordításán alapul.  Az eredeti cikk szerkesztőit annak laptörténete sorolja fel. Ez a jelzés csupán a megfogalmazás eredetét és a szerzői jogokat jelzi, nem szolgál a cikkben szereplő információk forrásmegjelöléseként.